# Робер Мальм
Робер Мальм (фр. Robert Malm, нар. 21 серпня 1973, Дюнкерк) — тоголезький футболіст, що грав на позиції нападника.
Виступав, зокрема, за клуб «Ланс», а також національну збірну Того, у складі якої був учасником чемпіонату світу 2006 року.

## Клубна кар'єра
Народився в родині тоголезьких батьків і виріс на півночі Франції. Його професійна кар'єра розпочалася в 1991 році в «Лансі». Дебютував у Лізі 1 у грі проти «Гавра» (0:1), але закріпитись у складі команди не зумів, взявши участь у 2 матчах чемпіонату за два сезони, після чого він | виступати за клуби з нижчих французьких дивізіонів. 
Наступного разу в еліту французького футболу Мальм повернувся тільки в 1998 році, коли він уклав контракт із «Тулузою», за яку форвард провів один сезон, але не врятував команду від вильоту. Надалі він продовжив грати в слабших за силою лігах, де відзначався непоганою результативністю. 
Завершив професійну ігрову кар'єру у клубі «Канн» з третього дивізіону, за команду якого виступав протягом 2009—2010 років.

## Виступи за збірну
У 2006 році Робер Мальм погодився виступити за збірну Того на Чемпіонаті світу у Німеччині. Передбачалося, що нападник зможе скласти пару Еммануелю Адебайору. Проте на турнірі Мальм вийшов на заміну лише в матчі проти збірної Швейцарії (0:2).
Надалі, за збірну країни грав нерегулярно. Протягом кар'єри у національній команді, яка тривала 3 роки, провів у формі головної команди країни 6 матчів.